# 청주 궉씨
청주 궉씨(清州 鴌氏)는 충청북도 청주시를 본관으로 하는 한국의 성씨이다.
시조 궉시영(鴌彩伊)은 임진왜란 때 명나라군으로 참전한 뒤 정유재란 때 조선에 귀화했다.

## 참고 자료
- 金鎭宇; （김진우） (2010) [2009]. 《한국인의 역사（韓国人の歴史）》 第3刷판. 大田: 図書出版 春秋筆法（도서출판 춘추필법）. ISBN 9788996301202.